# Aleksandar Aranicki
Aleksandar Aranicki (Zagreb, 19. ožujka 1892. – Zagreb, 8. srpnja 1977.), bio je hrvatski prevoditelj, dramatizator književnih tekstova,  libretist, publicist i filmski radnik.
Organizirao je kinematografiju u Hrvatskoj. Predsjedao je udrugom vlasnika kino-dvorana Jugoslavije. Bio je priznat u međunarodnom filmaškom svijetu, zbog čega je od 1930. do 1941. bio potpredsjednikom Međunarodnog filmskog saveza kojemu je sjedište u Parizu. Izdavao je list Filmsku reviju od 1927. do 1941. godine. 
Za hrvatsku kazališnu umjetnost je važan kao osoba koja je dramatizirala poznati roman češkog književnika Jaroslava Haška Dobri vojak Švejk. Za Tijardovićev mjuzikl Kataina Velika napisao je libreto po Bernardu G. Shawu. Prevodio je Hermanna Gressiekera, Fredericka Loewea, Eugene O'Neilla i dr.